# チェブレキ

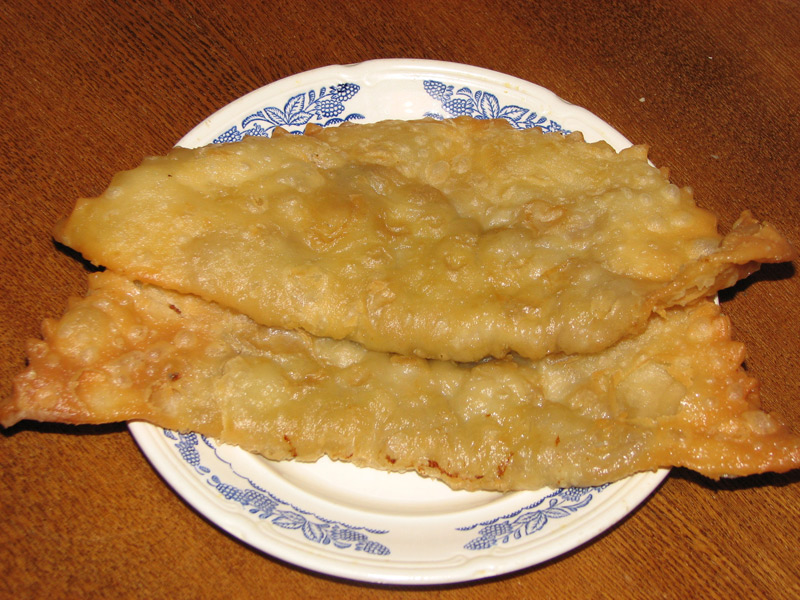
チェブレキ

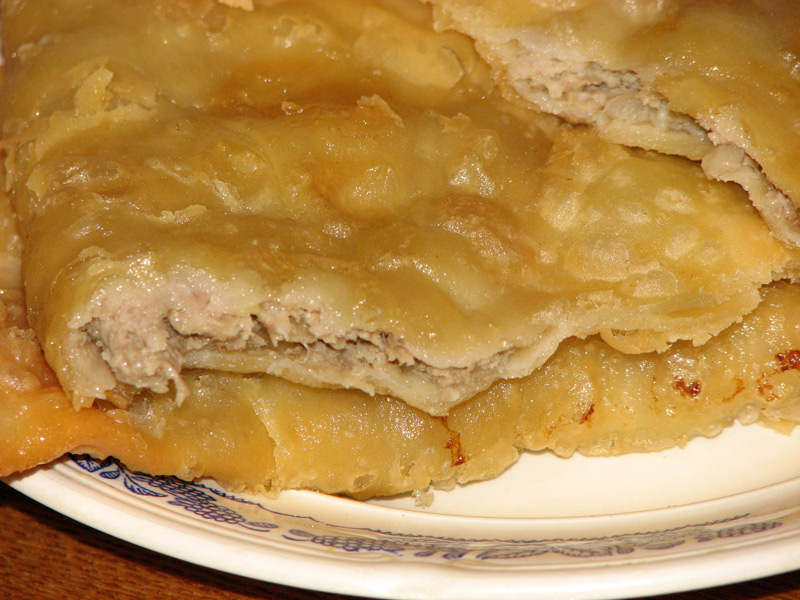
切ったチェブレキ

チェブレク、チベレク (クリミア・タタール語: Çiberek,Чиберек, トルコ語: çiğ börek, ウクライナ語、ロシア語:чебурек)は、クリミア・タタール人の代表的な民族料理である。味付けした羊の挽肉をごく薄くのばした生地に詰め、油で揚げた食べ物。ウクライナ語、ロシア語での複数形はチェブレキ。
具にはチーズを用いることもある。食べる前に鶏のコンソメとコリアンダーリーフやパセリのみじん切りをふりかけることもある。トルコ語ではチウ・ビョレクと呼ばれる。これは「生のビョレク」という意味で、中身の挽肉を生のまま詰めて揚げることによる。
クリミア・タタール人の居住する地域で食べることができる他、トルコ、ウクライナ、カザフスタン、ロシアなどでも人気がある。